# Maria Grazia Tarallo
Maria Grazia Tarallo, C.A.E., řeholním jménem Maria od Umučení (23. září 1866 Neapol – 27. července 1912 San Giorgio a Cremano) byla italská římskokatolická řeholnice, členka kongregace Ukřižovaných sester eucharistické adorace. Katolická církev ji uctívá jako blahoslavenou.

## Život
Narodila se dne 23. září 1866 v Baře na předměstí Neapole jako druhá ze sedmi dětí rodičům Leopoldu Tarallovi a Concetě Borriello. Pokřtěna byla 24. září téhož roku v kostele dell'Annunziata v Neapoli. Již v dětství vynikala zbožností a v sedmi letech, 7. dubna 1873 jí bylo dovoleno předčasně přistoupit k prvnímu svatému přijímání. V deseti letech přijala svátost biřmování.
Již od dětství se toužila stát řeholnicí. Její otec jí však bránil vstoupit do kláštera a donutil ji se zasnoubit. Poté, co mladík, za něhož byla zasnoubena zemřel na tuberkulózu otec její přání akceptoval.
Dne 1. června 1891 vstoupila do kláštera kongregace Ukřižovaných sester eucharistické adorace v Baře v Neapoli. Přijala řeholní jméno Maria od Umučení. V klášteře ji formovala zakladatelka této kongregace Maria Pia od Kříže. Pracovala zde v kuchyni, v prádelně, nebo jako vrátná. Vynikala velkou oddaností eucharistii.
Zemřela dne 27. července 1912 v San Giorgio a Cremano.

## Úcta
Její beatifikační proces započal dne 14. března 1928, čímž obdržela titul služebnice Boží. Dne 19. dubna 2004 ji papež sv. Jan Pavel II. podepsáním dekretu o jejích hrdinských ctnostech prohlásil za ctihodnou. Dne 19. prosince 2005 byl uznán zázrak na její přímluvu, potřebný pro její blahořečení.
Blahořečena pak byla dne 14. května 2006 v katedrále Nanebevzetí Panny Marie v Neapoli. Obřadu předsedal jménem papeže Benedikta XVI. kardinál José Saraiva Martins.
Její památka je připomínána 27. července. Bývá zobrazována v řeholním oděvu. Je patronkou kongregace Ukřižovaných sester eucharistické adorace.